# Thin-film transistor
Een thin-film transistor of tft wordt voornamelijk toegepast in zogenaamde tft-schermen, thin-film-transistor liquid-crystal displays, wat een verbeterde versie van een lcd-scherm is.
Het grote verschil met een zogenaamd "passief" lcd-beeldscherm is dat in het tft-scherm voor elk subpixel een zeer klein transistortje is geïntegreerd op de glasplaat via thin film depositie, dat de informatie voor elke subpixel kan vasthouden. Deze complexe microscopische structuur kan door diverse fotolithografiestappen op het glas worden aangebracht.

## Subpixelvolgorde
Elk beeldpunt of pixel wordt opgebouwd uit drie kleuren: rood, groen en blauw. Kleuren worden gevormd door een combinatie van subpixels op te lichten of de intensiteit van oplichten te regelen. Als alle drie de subpixels dezelfde (maximale) intensiteit geven, geeft het beeldpunt wit licht. Een pixel is over het algemeen vierkant, en de kleuren van een pixel zijn meestal langwerpige verticale strepen. De volgorde van rood, groen en blauw binnen een pixel wordt 'subpixelvolgorde' genoemd. Deze is over het algemeen ook rood, groen, blauw (van links naar rechts).

## Voordelen
Een tft-scherm is door de complexe lithografieprocessen een stuk duurder dan een passief matrix-lcd-scherm, maar biedt een aantal grote voordelen:
- Het display kan veel sneller schakelen en is daardoor beter geschikt voor videobeelden.
- Er worden hogere contrasten en kleurverzadigingen gehaald.
- Doordat het scherm op een heel andere manier wordt aangestuurd dan een passief display kan makkelijker een groot aantal grijswaarden per subpixel worden gegenereerd waardoor meer kleuren kunnen worden geproduceerd (tot aan 16,7 miljoen bijvoorbeeld).

Vanwege de voordelen worden tft-schermen dan ook steeds vaker toegepast waar vroeger passieve matrix-lcd-schermen werden gebruikt (notebooks, monitors, mobiele telefoons).

## Nadelen
Een van de grootste nadelen van een tft-scherm is de relatief hoge kans op een defecte pixel.
Sinds de komst van tft-schermen zijn er talloze verbeteringen in het fabricageproces doorgevoerd, waardoor bij de betere merken defecte pixels nagenoeg niet meer voorkomen.

## Paneeltypes
Platte monitoren worden weliswaar allemaal onder de naam 'tft' aan de man gebracht, maar de gebruikte technologie kan behoorlijk verschillen. Er is momenteel een aantal verschillende paneeltypes op de markt, waarvan elk type met eigen voor- en nadelen.

### TN
Veruit het populairst is de zogenaamde TN (Twisted Nematic)-technologie. Dit type bestaat het langst en is het goedkoopst te produceren. Voordelen van TN zijn een snelle responstijd en een lage kostprijs van de monitor waarin het paneel verwerkt wordt. TN kent echter ook een aantal nadelen. Zo is de kijkhoek in vergelijking met andere technieken slechter en treedt er bovendien duidelijk zichtbare verkleuring van het beeld op wanneer het onder een bepaalde hoek wordt bekeken. Een wit vlak bijvoorbeeld kleurt bij een TN-paneel van opzij bekeken vaak geel, terwijl het beeld van onder bekeken juist erg donker wordt.
Naast de beperkte kijkhoek is TN traditioneel niet sterk op het gebied van kleurweergave. Dat laatste punt is bij de laatste generaties inmiddels echter grotendeels weggewerkt, al is TN nog wel hekkensluiter in vergelijking met de andere technologieën. Vrijwel alle 24 inch- en het merendeel van de 27 inchmonitoren die momenteel op de markt zijn, maken uit kostenoverwegingen gebruik van TN-panelen. Ook de goedkopere monitoren in het widescreensegment worden steeds vaker uitgerust met TN-panelen.

### MVA
Een tweede technologie voor het fabriceren van panelen draagt de naam MVA (Multidomain Vertical Alignment). MVA-technologie is duurder dan TN en kent een aantal voordelen. Zo zijn het contrast en de kleurweergave beter. Daarnaast is de kijkhoek bij MVA-schermen een stuk groter dan bij TN het geval is. Nadeel van MVA is de lage responstijd bij vooral kleine kleurveranderingen. Nieuwe MVA-schermen maken vaak gebruik van een overdrive-technologie, waarbij met behulp van een hoger voltage de schakeltijd verkort wordt en zo toch goede responstijden mogelijk zijn. Bijvoorbeeld AOC en BenQ gebruiken voor sommige monitoren MVA-panelen.

### (S-)PVA
S-PVA staat voor Super Patterned Vertical Alignment en is ontwikkeld door Samsung. S-PVA-schermen sturen de vloeibare kristallen op een compleet andere manier aan dan bij TN-panelen het geval is. Het grote voordeel van S-PVA is de zeer goede zwartweergave. S-PVA-schermen slagen er als beste in om de kristallen van het scherm zodanig te ordenen dat er vrijwel geen licht van de lamp achter het scherm doorgelaten wordt. Een ander zwaarwegend voordeel is de kijkhoek: anders dan bij alle andere technologieën treedt er bij S-PVA-schermen geen kleurverandering op bij grotere kijkhoeken, zowel horizontaal als verticaal is de kijkhoek dan ook vrijwel onbegrensd. Naast deze voordelen is de kleurweergave van de laatste generaties S-PVA-panelen bovendien ook bijzonder goed en beduidend beter dan bij TN-panelen. S-PVA heeft echter ook een nadeel. In vergelijking met TN-panelen is de responstijd vrij traag. De laatste generaties S-PVA-schermen zit op ongeveer 4 ms voor volledige zwart-wit-zwarttiming, bij TN-panelen is 1 ms inmiddels gebruikelijk. Daar komt bij dat de responstijd van S-PVA-panelen bij kleinere kleurveranderingen oploopt. Ook voor veel van de nieuwe Super PVA-monitoren geldt dat de responstijd door middel van overdrive circuits beter is dan voorheen en daarmee goede scores mogelijk zijn. S-PVA-panelen worden bijvoorbeeld in de duurdere monitoren van Samsung en Eizo gebruikt.

### (S-)IPS
Het laatste type dat regelmatig voorkomt, heeft de naam IPS (In Plane Switching). De IPS-technologie is in eerste instantie door Hitachi ontwikkeld en later verbeterd door LG.Philips. De voordelen van IPS zijn vergelijkbaar met die van PVA. Zo biedt het uitstekende kleurweergave, zelfs beter dan S-PVA. Verder wordt ook S-IPS gekenmerkt door een zeer goede kijkhoek, al is deze juist weer iets minder goed dan bij S-PVA. Naarmate de kijkhoek toeneemt neemt de lichtsterkte namelijk sterker af dan bij S-PVA het geval is. Ook is de zwartweergave minder goed dan bij S-PVA-panels het geval is, zodat het contrast minder hoog is. Voordeel van S-IPS is dat de reactietijd over de gehele linie wel beter is dan bij S-PVA. Een voordeel dat zowel S-IPS als S-PVA boven TN-panels hebben, heeft te maken met dode pixels. Deze kunnen bij elk van de drie technologieën voorkomen, echter bij TN kunnen dode pixels iedere kleur hebben, bij S-IPS en S-PVA kunnen ze alleen zwart zijn, wat veel minder storend is.

## Toepassingen
- Wegnavigatieapparatuur
- Mobiele telefoons
- Digitale radiografietoepassingen
- Mammografie
- Algemene radiografie

## DIY-beamer
Een tft-scherm kan worden gebruikt om een DIY-beamer (Do-It-Yourself) te maken.
Hierbij heb je dan ook een overheadprojector nodig. Zie videoprojector.